# 6536 Vysochinska
6536 Vysochinska هو كويكب، يقع ضمن حزام الكويكبات. اكتشف في 14 يوليو 1977.

## روابط خارجية
- 6536 Vysochinska في قاعدة بيانات مختبر الدفع النفاث لأجرام النظام الشمسي الصغيرة

- الاكتشاف · مخطط المدار ·  العناصر المدارية · المعلمات المادية

- 6536 Vysochinska على موقع ويكي سكاي: DSS2, SDSS, GALEX, IRAS, Hydrogen α, X-Ray, Astrophoto, Sky Map, Articles and images